# Lucifer on the Sofa
Lucifer on the Sofa è il decimo album in studio del gruppo musicale statunitense Spoon, pubblicato nel 2022.

## Tracce
1. Held – 4:44 (Bill Callahan)
2. The Hardest Cut – 3:13 (Britt Daniel, Alex Fischel)
3. The Devil & Mister Jones – 4:36 (Andrew Cashen, Daniel)
4. Wild – 3:13 (Jack Antonoff, Daniel)
5. My Babe – 3:46 (Daniel)
6. Feels Alright – 2:56 (Daniel, Fischel)
7. On the Radio – 3:20 (Daniel)
8. Astral Jacket – 3:46 (Daniel)
9. Satellite – 3:44 (Daniel)
10. Lucifer on the Sofa – 5:10 (Daniel, Fischel)

## Formazione

### Spoon
- Britt Daniel – voce (tutte le tracce), chitarra elettrica (2–4, 6, 7, 9), basso (1, 7, 8), chitarra acustica (5, 8), battimani (2), tastiera (3), percussioni (3), Mellotron (10)
- Jim Eno – batteria (tutte), percussioni (3, 6, 8)
- Alex Fischel – chitarra elettrica (2–5, 7, 9), piano (1, 3–7, 9), tastiera (1, 3, 6, 8–10), Melodica (3), batteria (4), ARP Solina (7)
- Gerardo Larios – chitarra elettrica (1, 2, 4, 6, 7, 9), basso (5–7), piano (4, 5), battimani (2), organo (3), bass drum (8)
- Ben Trokan – basso (2–4, 9, 10)

### Altri musicisti
- Steve Berlin – corno (3)
- Dave Fridmann – tastiera (10)
- Jennifer Marigliano – percussioni (7)
- Caroline Rose – cori (2, 10)
- Ted Tafaro – sassofono (10)